# Noblella mindo
Noblella mindo — вид жаб родини Strabomantidae. Описаний у 2022 році.

## Назва
Видова назва mindo вказує на долину Міндо, де розташоване типове місцезнаходження виду. Етимологічно слово "«Міндо» походить з вимерлої доколумбової мови пансалео та має нез'ясоване значення.

## Поширення
Ендемік Еквадору. Виявлений у поселені Ель-Сінто в провінції Пічинча на півночі країни на висоті 1673 м над рівнем моря. Населяє вторинні хмарні ліси з наявністю насаджень персикової пальми (Bactris gasipaes) і дерев, які з'явилися після масових вирубок лісів у цьому районі. Ці ліси мають високий індекс вологості, щільний шар листяної підстилки, рясні епіфіти. Має обмежене поширення: відбір типових проб проводили в діапазоні до 3 км навколо типового населеного пункту, і жодних особин чи сигналів N. mindo не було записано.